# ركام (سحاب)

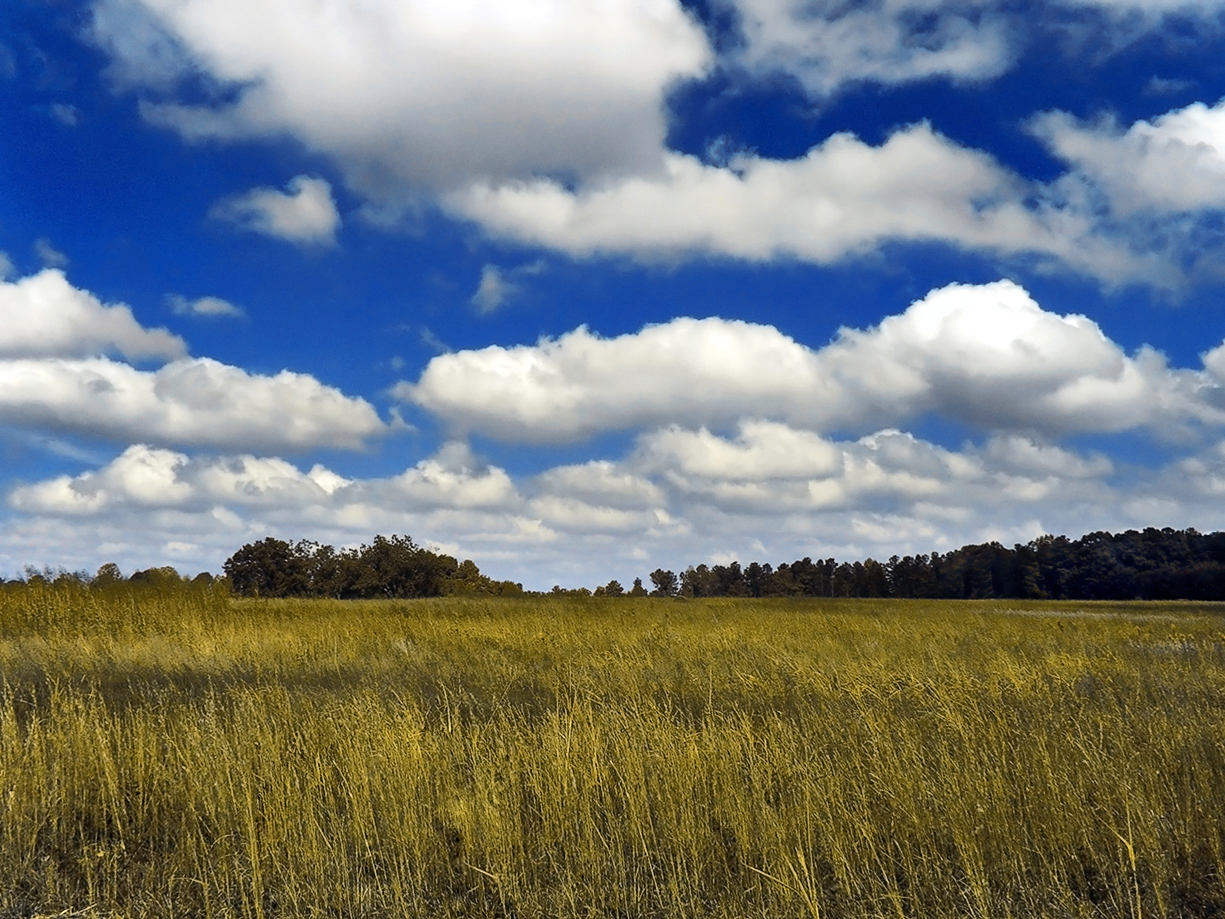
سحب ركامية.

الرُّكَام أو السحب الركامية أو القَزَع أو الحَيِّر أو النَّغَّاض هي نوع من أنواع السحب التي تتميز بوجودها عند ارتفاعات منخفضة وذلك على شكل عنقودي متراكم. لا تسبب السحب الركامية هطولات مطرية في العادة، وغالباً ما تكون طلائع مكوّنة لأنواع أخرى من السحب مثل المزن الركامي، وذلك عند التأثر بعوامل طقس مثل عدم الثباتية والرطوبة وتفاوت درجات الحرارة.
تتشكل السحب الركامية من بخار الماء ومن قطرات الماء فائقة التبريد أو من بلورات الجليد وذلك حسب المنطقة المناخية، ويحدث بداية التكوين بفعل الرياح وهو ضروري اتشكيل السحب الركامية في مناطق التجمع. للسحب الركامية تشكيلات مختلفة وتقوم بدور ترطيبي للأرض من خلال عكس أشعة الشمس الواردة إلى الأرض.

## التشكل

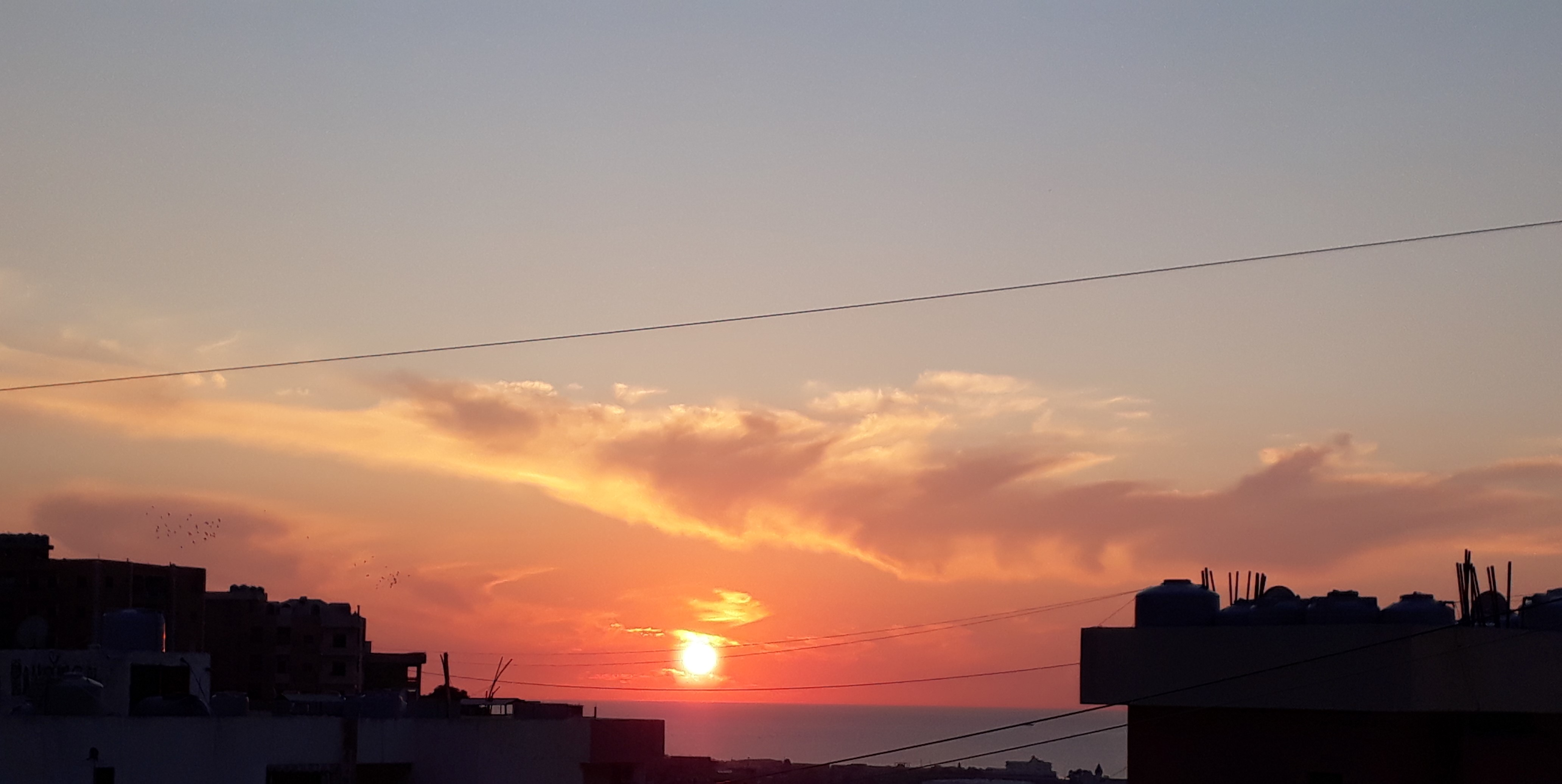
تراكم سحب الشتاء أمام شمس المغيب مع أسراب العصافير المحلقة

تتشكل السحب الركامية عبر الحمل الحراري في الغلاف الجوي حيث يبدأ الهواء المدفأ بالسطح في الارتفاع. مع ارتفاع الهواء، تنخفض درجة الحرارة (بعد معدل الزوال)، مما يؤدي إلى ارتفاع الرطوبة النسبية (RH). إذا وصل الحمل الحراري إلى مستوى معين، يصل الرطوبة النسبية إلى مائة بالمائة، وتبدأ مرحلة «الحرارة الرطبة». عند هذه النقطة، تظهر ردود فعل إيجابية: نظرًا لأن نسبة الرطوبة النسبية أعلى من 100٪ ، يتكثف بخار الماء، ويطلق حرارة كامنة، مما يؤدي إلى ارتفاع درجة حرارة الهواء وتحفيز المزيد من الحمل الحراري.
في هذه المرحلة يتكثف بخار الماء على نوى مختلفة موجودة في الهواء، مكونًا سحابة الركام. ينتج عن هذا الشكل المميز المنتفخ ذو القاعدة المسطحة المرتبط بسحب الركام. يعتمد ارتفاع السحابة (من قاعها إلى قمتها) على درجة حرارة الغلاف الجوي ووجود أي انقلابات. أثناء الحمل الحراري، يُحبس (خلط) الهواء المحيط بالحرارة وتزداد الكتلة الكلية للهواء الصاعد. يتشكل المطر في سحابة ركامية عبر عملية تتضمن مرحلتين غير منفصلتين. تحدث المرحلة الأولى بعد أن تتجمع القطرات على النوى المختلفة. كتب لانجموير أن التوتر السطحي في قطرات الماء يوفر ضغطًا أعلى قليلاً على القطرة، مما يرفع ضغط البخار بمقدار ضئيل. يؤدي الضغط المتزايد إلى تبخر تلك القطرات وتكاثف بخار الماء الناتج على القطرات الأكبر حجمًا. نظرًا للحجم الصغير للغاية لقطرات الماء المتبخرة، تصبح هذه العملية بلا معنى إلى حد كبير بعد أن نمت القطرات الأكبر حجمًا إلى نحو 20 إلى 30 ميكرومترًا، وتتولى المرحلة الثانية المسؤولية. في مرحلة التراكم، تبدأ قطرة المطر في السقوط، وتتصادم قطرات أخرى وتتحد معها لزيادة حجم قطرة المطر. كان لانجموير قادرًا على تطوير صيغة تنبأت بأن نصف قطر القطرة سينمو بلا حدود خلال فترة زمنية منفصلة.

## الوصف

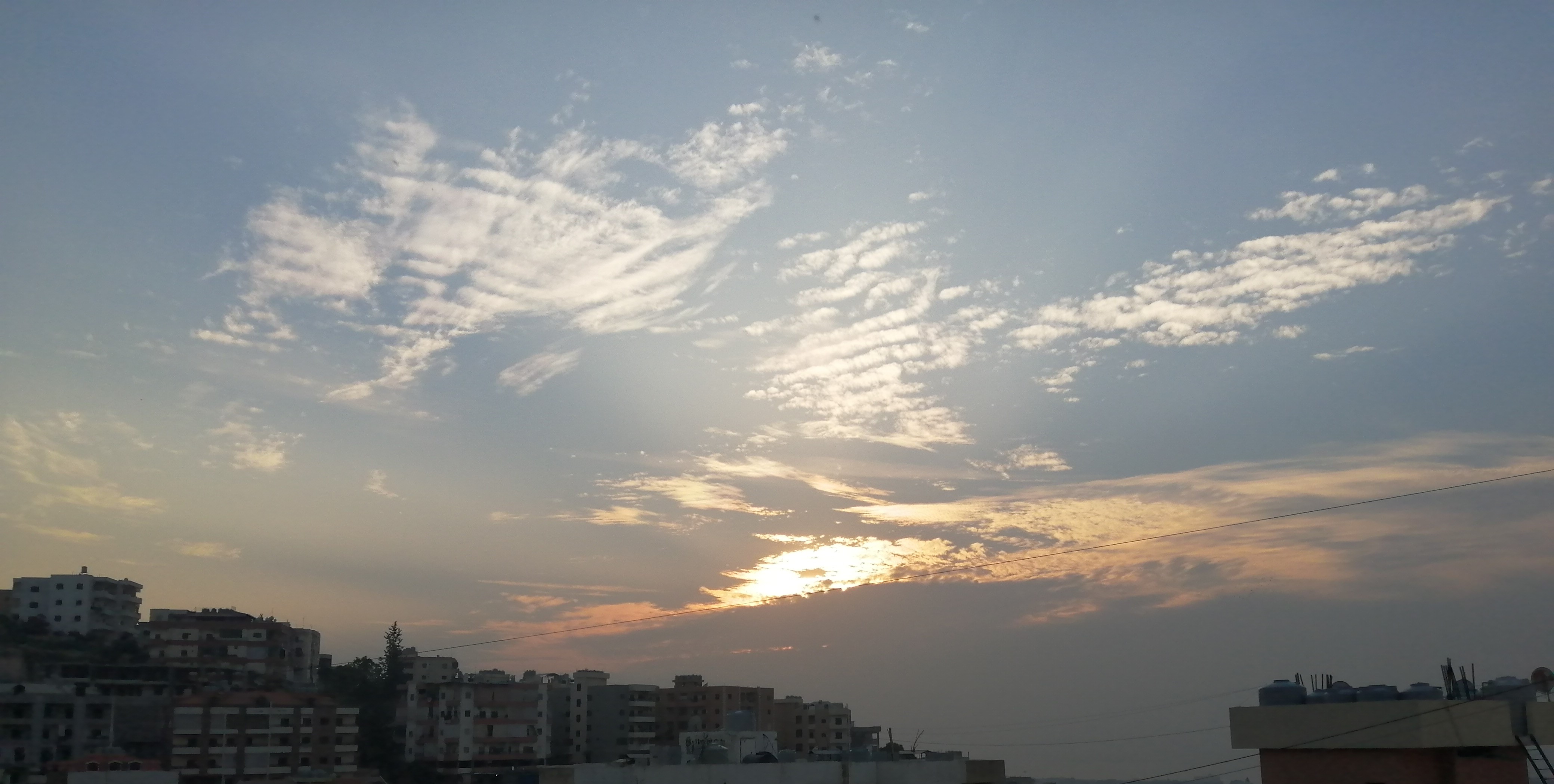
السحب المتناثرة والكثيفة تبرز من بينها الأشعة البرتقالية

اكتُشف أن كثافة الماء السائل داخل سحابة الركام تتغير مع الارتفاع فوق قاعدة السحابة بدلاً من أن تكون ثابتة تقريبًا في جميع أنحاء السحابة. في دراسة معينة، وجد أن التركيز يساوي صفرًا عند قاعدة السحب. مع زيادة الارتفاع، زاد التركيز بسرعة إلى أقصى تركيز بالقرب من منتصف السحابة. وجد أن أقصى تركيز يصل إلى 1.25 جرام من الماء لكل كيلوجرام من الهواء. انخفض التركيز ببطء مع زيادة الارتفاع إلى ارتفاع قمة السحابة، حيث انخفض على الفور إلى الصفر مرة أخرى.
يمكن أن تتكون السحب الركامية في خطوط تمتد لأكثر من 480 كيلومترًا (300 ميل) تسمى الشوارع السحابية. تغطي هذه الشوارع السحابية مساحات شاسعة وقد تكون مكسورة أو مستمرة. تتشكل عندما يتسبب قص الرياح في دوران أفقي في الغلاف الجوي، مما ينتج عنه شوارع السحب الطويلة الأنبوبية. تتشكل أثناء أنظمة الضغط العالي عمومًا، مثل بعد الجبهة الباردة.
يعتمد الارتفاع الذي تتشكل فيه السحابة على كمية الرطوبة في الحرارة التي تشكل السحابة. سينتج عن الهواء الرطب عمومًا قاعدة سحابية منخفضة. في المناطق المعتدلة، عادة ما تكون قاعدة السحب الركامية أقل من 550 مترًا (1800 قدم) فوق مستوى سطح الأرض، ولكن يمكن أن يصل ارتفاعها إلى 2400 متر (7900 قدم). في المناطق القاحلة والجبلية، يمكن أن تزيد قاعدة السحابة عن 6100 متر (20000 قدم).
يمكن أن تتكون السحب الركامية من بلورات الجليد، أو قطرات الماء، أو قطرات الماء فائقة التبريد أو مزيج منها. تتشكل قطرات الماء عندما يتكثف بخار الماء على النوى، وقد تتجمع بعد ذلك في قطرات أكبر وأكبر.
وجدت إحدى الدراسات أنه في المناطق المعتدلة تراوحت قواعد السحابة المدروسة من 500 إلى 1500 متر (1600 إلى 4900 قدم) فوق مستوى سطح الأرض. كانت هذه الغيوم أعلى من 25 درجة مئوية (77 درجة فهرنهايت)، وتراوح تركيز القطرات من 23 إلى 1300 قطرة لكل سنتيمتر مكعب (380 إلى 21300 لكل بوصة مكعبة). أُخذَت هذه البيانات من تزايد السحب الركامية المعزولة التي لم تكن مترسبة. كانت القطرات صغيرة جدًا، ويتراوح قطرها إلى نحو 5 ميكرومتر. على الرغم من احتمال وجود قطرات أصغر، إلا أن القياسات لم تكن حساسة بما يكفي لاكتشافها. عُثِر على أصغر القطرات في الأجزاء السفلية من السحب، مع ارتفاع النسبة المئوية للقطرات الكبيرة (نحو 20 إلى 30 ميكرومتر) كثيرًا في المناطق العليا من السحابة. كان توزيع حجم القطرات ثنائي النسق قليلاً في الطبيعة، مع وجود قمم عند أحجام القطرات الصغيرة والكبيرة وحوض طفيف في نطاق الحجم المتوسط. كان الانحراف محايدًا تقريبًا. علاوة على ذلك يتناسب حجم القطرات الكبيرة تقريبًا عكسياً مع تركيز القطرة لكل وحدة حجم من الهواء.

## التنبؤ بالمناخ
تشير السحب الركامية المسامية عادة إلى طقس معتدل. الغيوم الركامية المتوسطة متشابهة، باستثناء أن لديها بعض التطور الرأسي، مما يعني أنها يمكن أن تنمو لتصبح زحمة ركامية أو حتى غيوم ركامية، والتي يمكن أن تنتج أمطارًا غزيرة، وبرقًا، ورياحًا شديدة، وبرَدًا، وحتى أعاصير. غالبًا ما تنمو سحب الركام المتجمعة، التي تظهر على شكل أبراج، إلى سحب ركامية عاصفة. يمكن أن تنتج هطول الأمطار. غالبًا ما يولي طيارو الطائرات الشراعية اهتمامًا وثيقًا لسحب الركام، حيث يمكن أن تكون مؤشرات على ارتفاع مسودات الهواء أو درجات حرارة تحتها يمكن أن تمتص الطائرة عالياً في السماء - وهي ظاهرة تُعرف باسم امتصاص السحب.

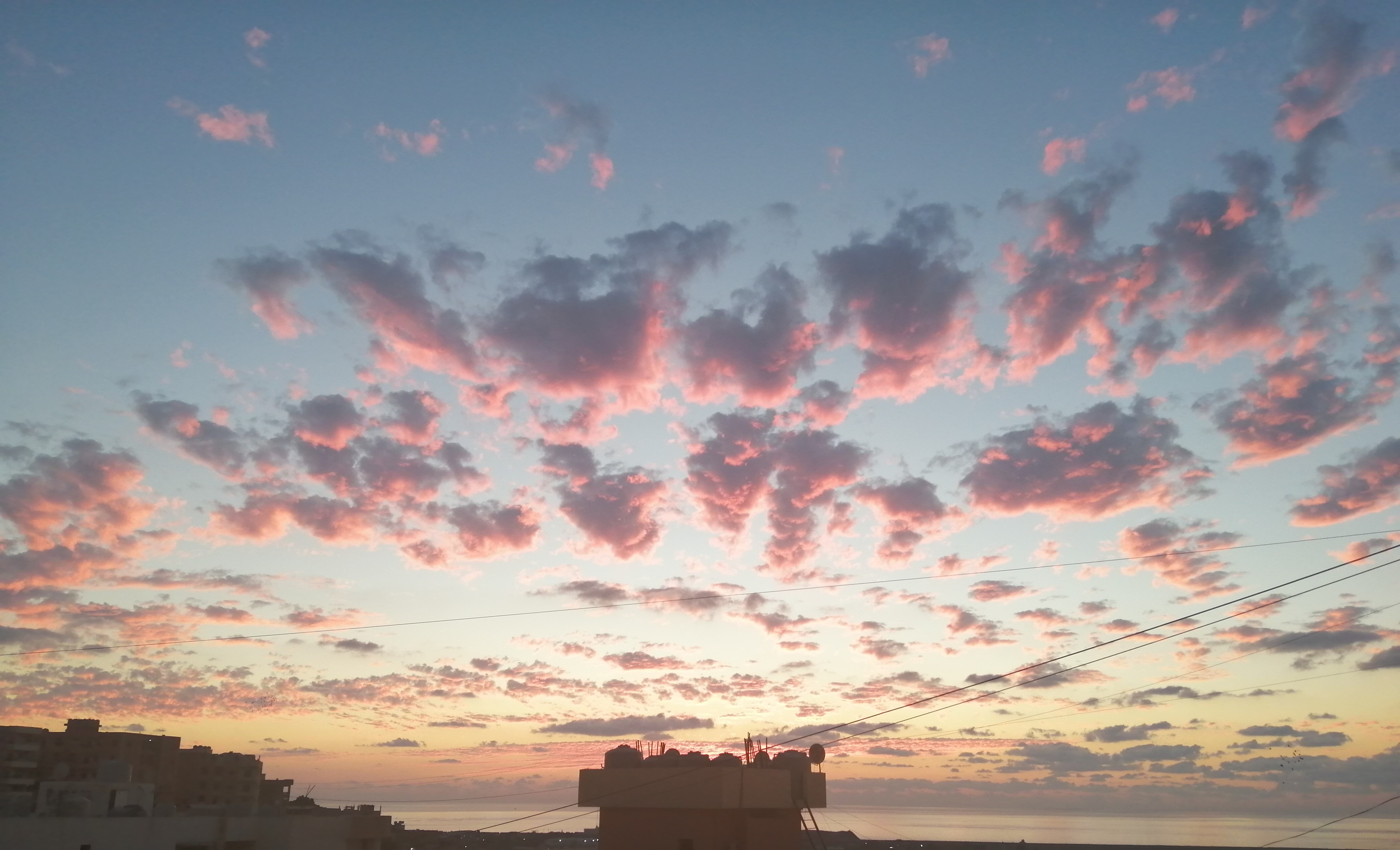
سحاب ركامي مدور وبصفوف طويلة تلون بألوان الغروب الذي طغى على لونها المعتاد

## التأثيرات على المناخ
بسبب الانعكاسية تبرد السحب الأرض بنحو 12 درجة مئوية (22 درجة فهرنهايت)، وهو تأثير ناتج إلى حد كبير عن السحب الطبقية. ومع ذلك، في نفس الوقت، يقومون بتسخين الأرض بنحو 7 درجات مئوية (13 درجة فهرنهايت) عن طريق عكس الإشعاع المنبعث، وهو تأثير ناتج إلى حد كبير عن السحب الرقيقة. يصل متوسط هذا إلى خسارة صافية قدرها 5 درجات مئوية (9.0 درجة فهرنهايت). [32] من ناحية أخرى، فإن السحب الركامية لها تأثير متغير في تسخين سطح الأرض. تنمو أنواع الازدحام الركامي الأكثر عمودية وجنس السحب الركامية عالياً في الغلاف الجوي، وتحمل معها الرطوبة، مما قد يؤدي إلى تكوين السحب الرقيقة. تكهن الباحثون أن هذا قد ينتج عنه ردود فعل إيجابية، حيث تؤدي زيادة الرطوبة في الغلاف الجوي العلوي إلى زيادة درجة حرارة الأرض، مما يؤدي إلى زيادة عدد السحب الركامية التي تحمل المزيد من الرطوبة في الغلاف الجوي العلوي.

## اقرأ أيضاً
- سحاب طبقي
- رفع (ارتفاع)